# Oligobalia viettei
Oligobalia viettei är en fjärilsart som beskrevs av Diakonoff 1988. Oligobalia viettei ingår i släktet Oligobalia och familjen vecklare. Inga underarter finns listade i Catalogue of Life.